# Piedmont (Wirginia Zachodnia)
Piedmont – miasto w Stanach Zjednoczonych, w stanie Wirginia Zachodnia, w hrabstwie Mineral.